# Johannes Fabri

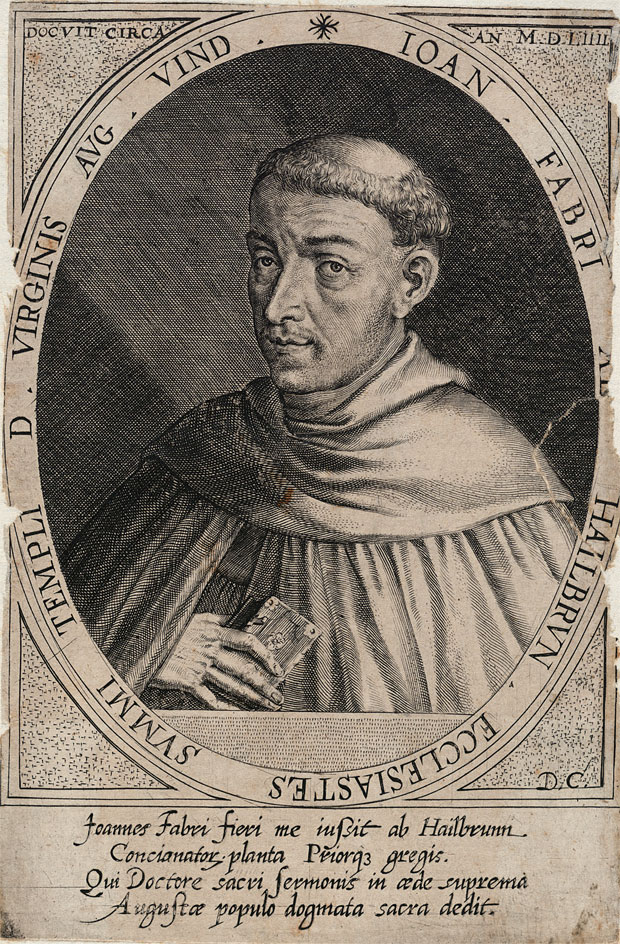
Johannes Fabri. Kupferstich Stift Göttweig, 16. Jahrhundert

Johannes Fabri (* 1504 in Heilbronn; † 27. Februar 1558 in Augsburg; auch Johannes Faber oder Johann Fabri) war Dominikaner und ab 1549 Domprediger in Augsburg. Er verfasste zahlreiche Schriften, die sich gegen die Reformation wandten.

## Leben
Fabri wurde in Heilbronn geboren und trat 1520 in das Dominikanerkloster in Wimpfen ein. 1534 war er in Augsburg Domprediger, kam dann jedoch nach dem Verbot katholischer Predigten durch den Augsburger Magistrat nach Köln, wo er studierte und ab 1535 erste Schriften herausgab. In einer der Schriften wird der Versuch der Einführung der Reformation in Wimpfen durch Erhard Schnepff geschildert. Fabri kehrte von Köln in das vorerst noch katholisch gebliebene Wimpfen zurück, sah sich dann auch dort mit den Auswirkungen der Reformation konfrontiert und wandte sich im Frühjahr 1540 nach Colmar. 1544 kam er als Domprediger nach Freiburg im Breisgau. 1546 wurde er Prediger und Prior in Schlettstadt. Nach dem für die katholische Seite glücklichen Ausgang des Schmalkaldischen Krieges wurde er 1547 als Domprediger in das wieder katholisch gewordene Augsburg zurückberufen.
In Augsburg verfasste er den Großteil seiner über 20 oft polemische Schriften, die sich teils in deutscher, teils in lateinischer Sprache insbesondere gegen Täufer und Lutheraner wandten. Unter seinen Schriften befanden sich auch Der rechte Weg (1553), Der geistliche Unterricht (1556), ein Katechismus (1551), ein Beichtbüchlein (1550) und ein Gebetbuch. Als sein Hauptwerk gilt Was die evangelische Messe sei, gründliche und christliche Anzeigungen aus der heiligen Schrift und aus den alten heiligen Kirchenlehrern (1555). Der lutherische Theologe Flacius Illyricus veröffentlichte unterdessen Kampfschriften gegen Fabri. Nachdem er 1552 an der Universität Ingolstadt unter Petrus Canisius zum Doktor der Theologie promovierte, lehrte er dort an der Theologischen Fakultät. Er wurde 1558 in der Augsburger Dominikanerkirche begraben.